# Mumm-átrendeződés
A Mumm-átrendeződés szerves kémiai átrendeződési reakció. A reakció során egy acil imidátból vagy izoimidből 1,3(O-N) acil vándorlással imid keletkezik.
Ez a folyamat az Ugi-reakció részeként bír jelentőséggel.

## Fordítás
Ez a szócikk részben vagy egészben  a   Mumm rearrangement című angol Wikipédia-szócikk ezen változatának fordításán alapul.  Az eredeti cikk szerkesztőit annak laptörténete sorolja fel. Ez a jelzés csupán a megfogalmazás eredetét és a szerzői jogokat jelzi, nem szolgál a cikkben szereplő információk forrásmegjelöléseként.